# Anisodes pintada
Anisodes pintada är en fjärilsart som beskrevs av Paul Dognin 1893. Anisodes pintada ingår i släktet Anisodes och familjen mätare. Inga underarter finns listade i Catalogue of Life.